# Jon Carin
Jon Carin, né le 21 octobre 1964 à New York, est un musicien connu pour ses collaborations avec le groupe Pink Floyd, ainsi que David Gilmour et Roger Waters dans leur carrière solo. Il gagne en reconnaissance dans les années 1980 en devenant le chanteur soliste du groupe Industry.

## Biographie
Adolescent, Jon Carin a commencé sa carrière musicale professionnelle avec le groupe Industry en tant que chanteur, claviériste et auteur-compositeur. Pendant son temps avec le groupe, ils ont produit un single avec State of the Nation en 1982, suivi de l'album Stranger to Stranger.
En 1982, le producteur d'Industry, Rhett Davies, a demandé à Jon Carin de travailler avec Bryan Ferry pour son album Boys and Girls. Plus tard en 1985, il rejoint Bryan Ferry à Live Aid, où il joue pour la première fois avec le guitariste de Pink Floyd, David Gilmour.
L'année suivante, Carin a collaboré avec Gilmour dans les sessions de ce qui allait devenir l'album de Pink Floyd A Momentary Lapse of Reason. Il a reçu des crédits en tant que claviériste et pour avoir co-écrit Learning to Fly. Il a participé à la tournée de soutien de l'album, se produisant aux côtés du claviériste Richard Wright, et est apparu sur le double album live de Pink Floyd en 1988, Delicate Sound of Thunder. En 1992, Carin participe à l'enregistrement de la bande originale de La Carrera Panamericana. Deux ans plus tard, en 1994, Carin a contribué aux claviers sur l'album de Pink Floyd The Division Bell (1994). Il a également participé à la tournée Division Bell et a figuré sur le CD et le DVD Pulse.
Carin a joué avec The Who, jouant Quadrophenia dans son intégralité en 1996, à Hyde Park à Londres, ce qui a conduit à une vaste tournée tout au long de 1996-97.
Le 16 août 1998, il a produit et joué des claviers et de la batterie pour Pete Townshend lors d'un concert au profit de la Maryville Academy. En 1999, un CD de ce concert est sorti, produit par Carin.
Tout au long des étés de la fin des années 1990 et du début des années 2000, il était en tournée avec l'ancien bassiste de Pink Floyd, Roger Waters, pour sa tournée In the Flesh. Cela fait de lui l'un des rares musiciens à avoir joué à la fois avec Roger Waters et Pink Floyd après le départ de ce dernier du groupe.
Cette tournée est documentée sur le DVD/CD Roger Waters In The Flesh, qui présente Jon en tant que claviériste.
En octobre 2001, il a joué avec The Who au Concert for New York City, un concert hommage aux vies perdues le 11 septembre. En janvier 2002, un enregistrement de l'hommage est sorti sur CD et DVD.
Il a joué des claviers, de la guitare Lap Steel et du chant avec Pink Floyd lors de leurs retrouvailles avec Roger Waters le 2 juillet 2005, pour Live 8 à Hyde Park.
En 2005, un enregistrement DVD sur trois disques de la performance de Quadrophenia par The Who en 1996 est sorti.
Carin a joué avec David Gilmour lors de la tournée 2006, en soutien à l'album On an Island. À partir de juin 2006, il a joué sur la tournée Roger Waters The Dark Side of the Moon Live, avec des dates en 2007 et 2008.
Carin a travaillé avec des organisations telles qu'Amnesty International, Greenpeace et 4 Seasons of Hope pour des événements de collecte de fonds, jouant avec Seal, Elvis Costello, les Chieftains, Spinal Tap et bien d'autres.
En 2006, Carin a travaillé sur l'album solo éponyme du leader de The Psychedelic Furs, Richard Butler. Il a écrit, arrangé et joué toutes les parties instrumentales, ainsi que la production et l'ingénierie de l'album. L'album était dédié au défunt père de Carin et celui de Butler.
Le 10 mai 2007, Carin était l'une des interprètes du concert hommage à Syd Barrett, Madcap's Last Laugh, au Barbican Centre de Londres, avec Roger Waters et - séparément - les membres de Pink Floyd (sous le nom de Rick Wright, David Gilmour et Nick Mason) ainsi qu'avec Captain Sensible. Deux mois plus tard, Carin a joué les claviers, la guitare et chanté avec Roger Waters lors de l'événement Live Earth le 7 juillet 2007, au Giants Stadium du New Jersey.
Il a également programmé les sons pour les spectacles de réunion des Rascals à Port Chester, New York, au Capitol Theatre en décembre 2012.
Carin a joué avec Roger Waters et Eddie Vedder pour le concert-bénéfice de l'ouragan Sandy "12/12/12".
Il a suivi la tournée de Roger Waters The Wall 2010-2013 Live aux claviers, guitares, lap steel et programmation.
En 2014, Carin a joué dans la série de concerts Before the Dawn de Kate Bush à Hammersmith Apollo, ses premiers concerts en 35 ans.
Il a ensuite contribué à l'album Rattle That Lock de David Gilmour, aux claviers en 2015.
Carin a joué avec David Gilmour lors de sa tournée mondiale Rattle That Lock 2015-16.
À l'automne 2016, il se produit avec Roger Waters lors d'une courte tournée au Mexique, puis au Desert Trip à Coachella.
En 2018, a terminé la tournée de 157 concerts Us + Them avec Roger Waters.

## Discographie

### Industry
- State of the Nation (EP)
- Stranger to Stranger

### Pink Floyd
- 1987 : A Momentary Lapse of Reason
- 1988 : Delicate Sound of Thunder
- 1990 : Pink Floyd Live at Knebworth 1990
- 1992 : La Carrera Panamericana (Bande sonore pour le film)
- 1992 : Shine On - Coffret
- 1994 : The Division Bell
- 1995 : Pulse
- 2001 : Echoes: The Best of Pink Floyd
- 2011 : Oh, By the Way - Coffret
- 2011 : The Best of Pink Floyd: A Foot in the Door
- 2014 : The Division Bell 20th Anniversary Box Set - Coffret
- 2014 : The Endless River
- 2019 : The Later Years 1987–2019 - Coffret

Roger Waters
- In the Flesh Live
- Flickering Flame: The Solo Years Vol. 1
- Live Earth
- 12-12-12: The Concert for Sandy Relief
- Roger Waters: The Wall
- Roger Waters: Us + Them

### David Gilmour
- On an Island (DVD bonus avec Sessions AOL et concert filmé au Royal Albert Hall)
- Remember That Night: Live at Royal Albert Hall (DVD)
- Live in Gdańsk
- Rattle That Lock

### The Who
- The Concert for New York City [Disque 2, pistes 2–4] (2001)
- Amazing Journey: The Story of The Who [piste 14] (2008)
- Tommy and Quadrophenia Live

### Pete Townshend
- A Benefit for Maryville Academy
- Lifehouse

Kate Bush
- Before the Dawn (Kate Bush concert series)

### Richard Butler
- Richard Butler

### Trashmonk
- Mona Lisa Overdrive

### Dream Academy
- A Different Kind Of Weather
- Somewhere in the Sun... Best of the Dream Academy

### Martha Wainwright
- Martha Wainwright

### Bryan Ferry
- Boys and Girls
- Live Aid
- More Than This: the Best of Bryan Ferry & Roxy Music

### Soul Asylum
- Candy From A Stranger
- Black Gold: The Best of Soul Asylum

### The Psychedelic Furs
- Midnight To Midnight
- Pretty In Pink
- All Of This And Nothing
- Made of Rain

### Gipsy Kings
- Compas

Live
- Secret Samadhi

### David Broza
- Night Dawn, The Unpublished Poetry of Townes Van Zandt

### Taylor Barton
- Spiritual Gangster

### Fields of the Nephilim
- Elizium

### Kashmir
- The Good Life (en)

### Peter Perrett
- How The West Was Won

### Corey Feldman
- Angelic 2 the Core